# Jijiga

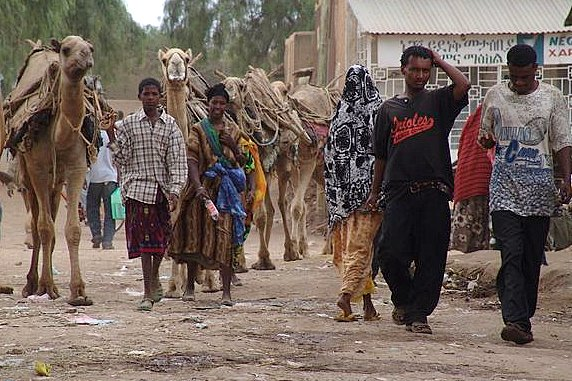
Gata i Jijiga.

Jijiga är en stad i östra Etiopien, och är den administrativa huvudorten för Somaliregionen. Den är även huvudort för ett distrikt, Jijiga wereda, samt en av regionens zoner, Jijigazonen. Folkmängden beräknades till 142 470 invånare 2011.